# Xã Gem, Quận Bowman, Bắc Dakota
Xã Gem (tiếng Anh: Gem Township) là một xã thuộc quận Bowman, tiểu bang Bắc Dakota, Hoa Kỳ. Năm 2010, dân số của xã này là 22 người.